# 悉尼中心商業區

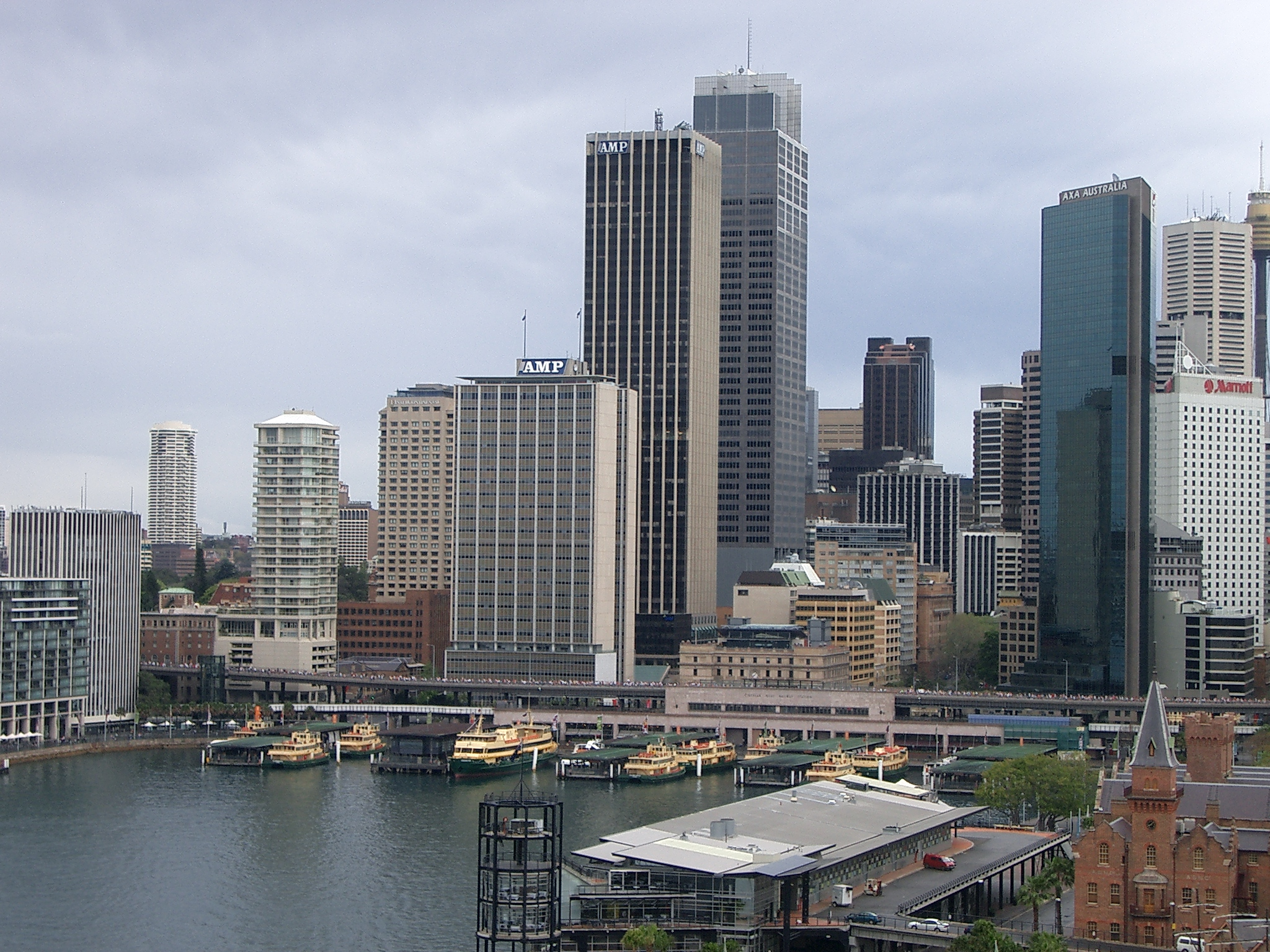
從悉尼港灣大橋眺望悉尼中心商業區，前者為環形碼頭

雪梨中心商業區（英語：Sydney central business district，縮寫）是澳洲新南威爾斯州首府悉尼的商業中心。悉尼中心商業區在很大程度上與悉尼的市中心雪梨城區（Sydney City）吻合，因此兩個名字經常互換使用。悉尼中心商業區在當地常被直呼為“城裏”（Town）或“市區”（The City）。悉尼中心商業區从歐洲人在澳洲建立的首個定居點──悉尼灣南延約3公里。由於之一地區在澳洲早期歷史中的重要性，悉尼城區是全國發展最成熟的地區之一。
悉尼市中心的南北軸貫通北面的環形碼頭與南面的中央車站，東西軸則從東面的一連串绿地公园區（包括海德公園、禁苑、皇家植物園及東面的悉尼港的農場灣），延伸至達令港與西面的西部幹道高速公路（Western Distributor）。據2016年澳洲人口普查，悉尼城區的人口是17,252。
悉尼城區是澳洲的主要金融和經濟中心，也是亞洲太平洋地區的領先經濟樞紐之一。市中心和毗鄰地區提供了悉尼地區22%的就業。城區是整個大悉尼區最大的工作人口聚落。在城區工作的人員大多數是金融和專業服務業的白領辦公人員。2012年時，在城區工作的就業人士有226,972人。根據產業結構和相對工資估算，悉尼市區在2015/16財政年度產生的經濟活動（GDP）大約有11.8億澳元。在文化方面，市區是悉尼的夜生活和娛樂業中心，並擁有悉尼許多最重要的建築。

## 規劃與城市結構
悉尼中心商業區摩天大樓與各類建築林立，其間點綴數個公園，包括海德公園、 悉尼禁苑、 悉尼皇家植物園、溫雅公園（Wynyard Park）等。喬治街是悉尼中心商業區主要的南北通道。悉尼中心商業區南部的街道呈現微彎的方格佈局，相反，較老的北部街道佈局則呈現數個互相交叉的網格，這反映悉尼早期發展時分別以盛行風向和環形碼頭作爲坐標的規劃。
中心商業區沿著麥覺理街和約街（York Street）兩道丘陵脊分佈，接近兩條脊綫之間地勢最低處是必街，大約沿著原始溪流水箱溪（Tank Stream）的走勢（水箱溪現已導入涵洞）。中心商業區北部的必列治街（Bridge Street）即得名於橫跨水箱溪的東西向橋梁。必街也是中心商業區的零售商業心臟地帶，必街行人專區與雪梨塔是著名的地標。麦觉理街是歷史區域，也是立法與政府中心，州議會大廈、新南威爾斯州最高法院，以及眾多專科醫療]企業均設於街道兩旁或附近。

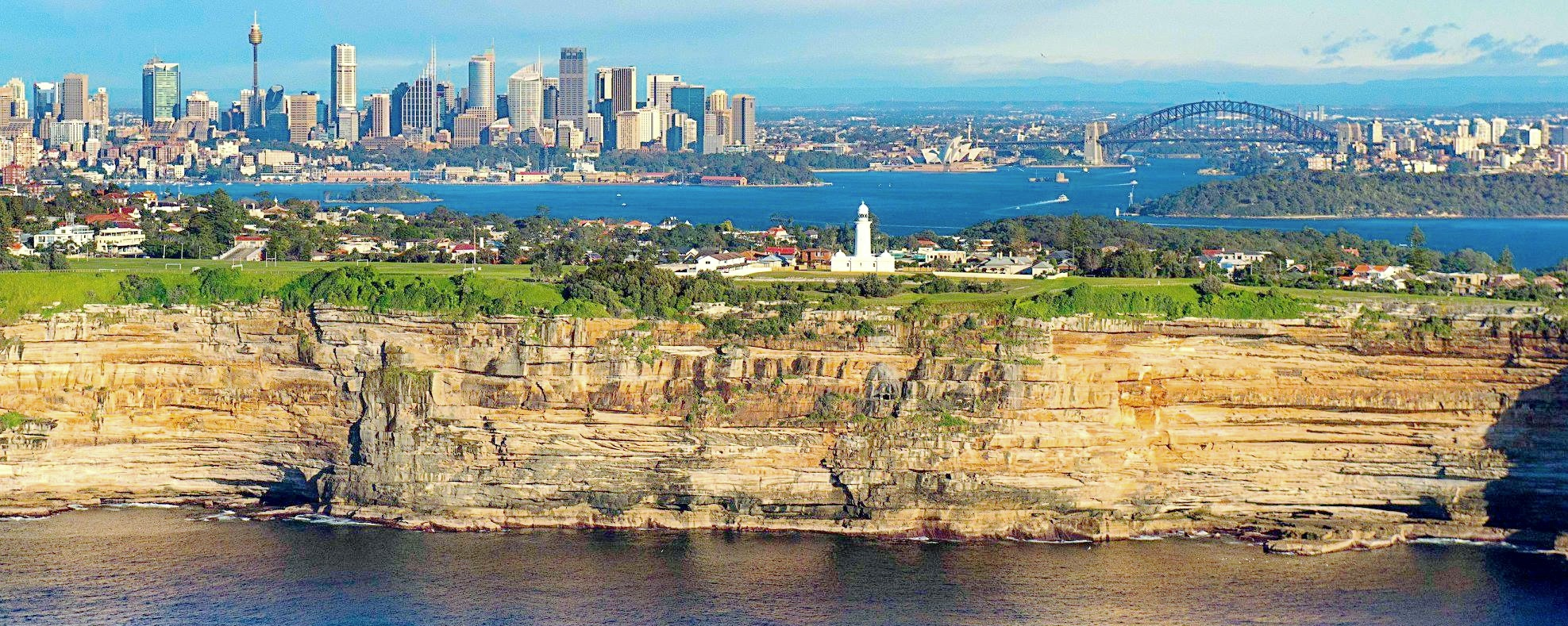
從塔斯曼海遠眺悉尼中心商業區的天際綫。

### 邊界

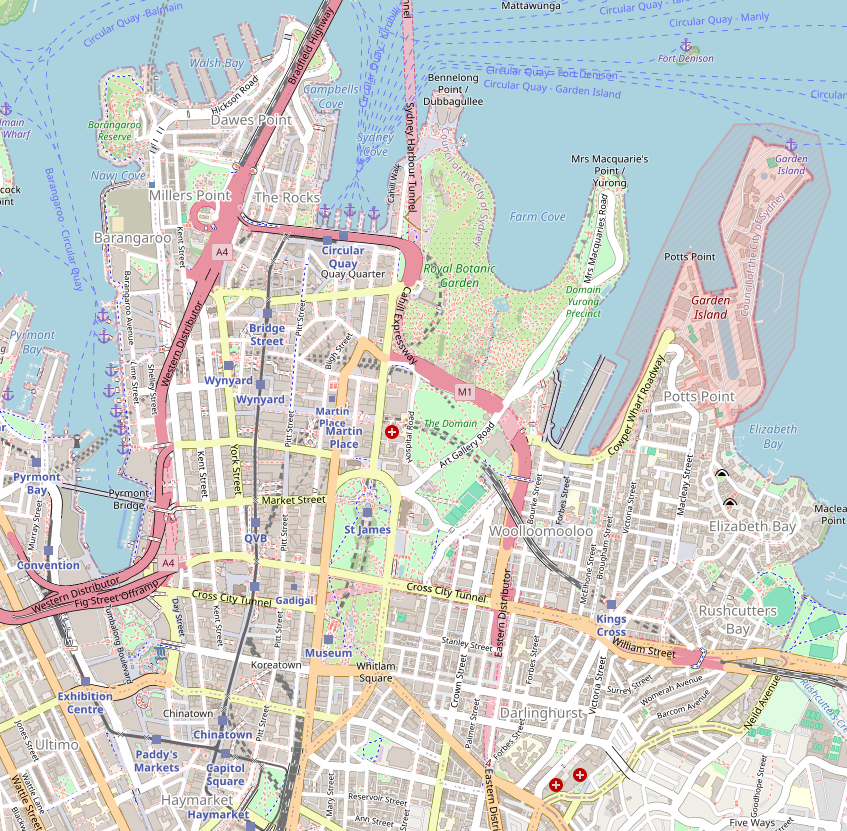
悉尼市中心及鄰近地區地圖

新南威爾士地理名詞委員會將悉尼的中心商業區定義爲名叫“悉尼”（Sydney）的市區（suburb）。“悉尼”區的正式邊界囊括西面海扇灣（Cockle Bay）到東面烏路毛路灣（Woolloomooloo Bay）之間的半島的大部分。其北面到環形碼頭、貝内郎角和麥覺理夫人座椅，東面到烏路毛路灣，南面到雪梨華埠（禧市）北沿的高賓街（Goulburn Street），西面延伸到海扇灣西岸的達令港開發區。但“悉尼”區不包括半島西北部的巴兰加鲁（Barangaroo）、岩石區（the Rocks）、美羅仕般（Miller's Point）、道斯角（Dawe's Point）和華殊灣（Walsh Bay）地區，這些地區嚴格來説是分別的區，悉尼市政府將這一地區劃爲分別的“小地區”，稱爲“岩石區-米勒角-道斯角”。雖然嚴格意義上不屬於中心商務區，但一般華埠、禧市、岩石區、美羅仕般和道斯角經常被視爲市中心的一部分。
2000郵政編碼區域與市中心也大致吻合。
“悉尼城區”有時也被用來指不僅包括市中心區，還包括附近的近郊區，例如卑滿（Pyrmont）、禧市（Haymarket）、歐迪模（Ultimo）與烏路毛路（Woolloomooloo）等。

## 行政

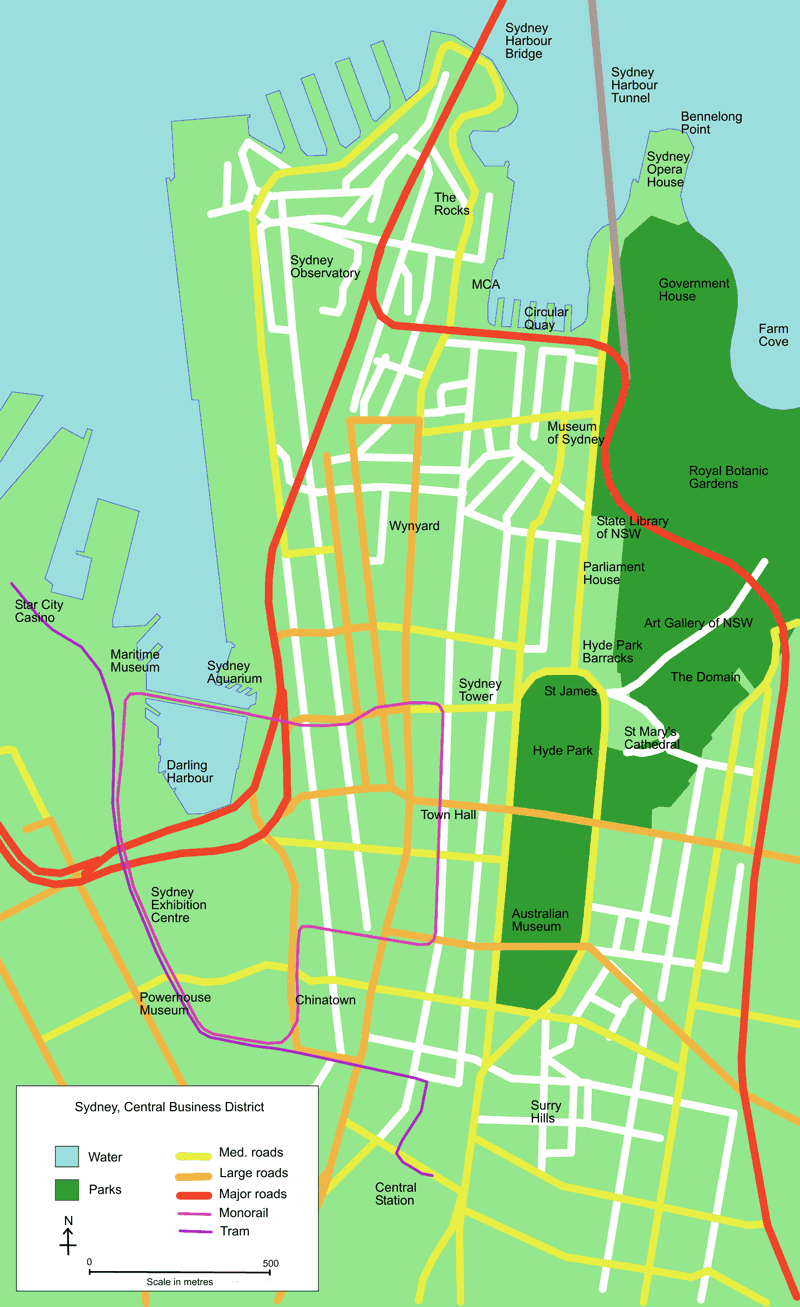
悉尼中心商業區地圖

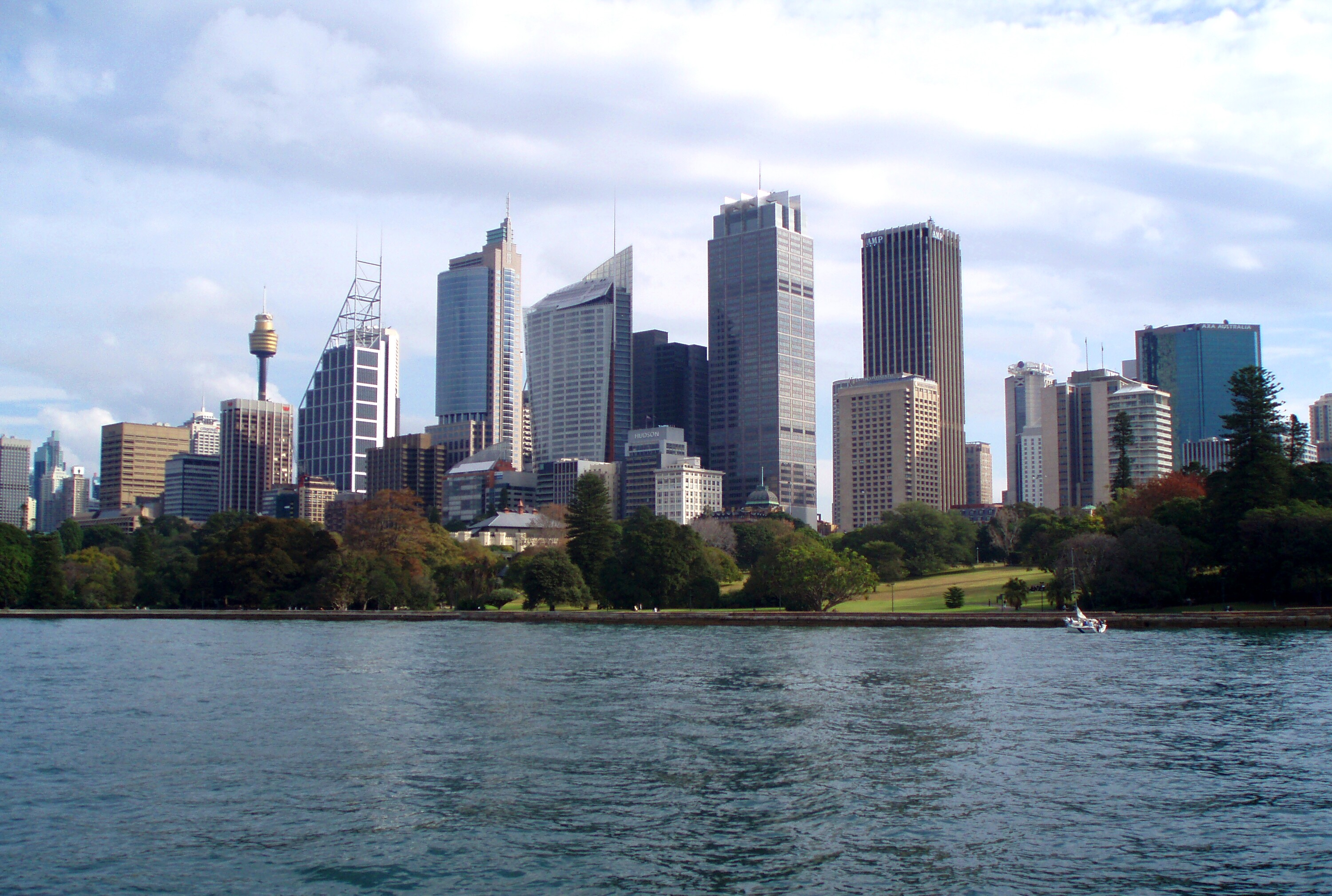
從農場灣眺望悉尼中心商業區

行政上，悉尼中心商業區隸屬悉尼市地方政府區域。新南威爾斯州政府也對區內事務行使權力，尤其是通過悉尼海港管理局（Sydney Harbor Foreshore Authority）。該部門專責處理悉尼某些海濱地區的管理發展。

## 建築與企業
悉尼中心商業區建有不少澳洲最高的摩天大樓，諸如菲利普總督大廈（Governor Phillip Tower）、MLC中心及世界之塔（又譯世界大廈），後者更提供國際公寓。澳洲第二高的悉尼塔以309米高度位列區內榜首，但是，當局已限制將來的建築不可發展至235米。
悉尼中心商業區既是不少澳洲公司的根據地，也是一些國際企業的亞太總部。金融服務業是辦公室空間的主要用家，澳洲聯邦銀行、花旗銀行、德意志銀行、麥格理銀行、安保集團、澳洲保險集團、怡安、達信、安聯人壽、滙豐、安盛、荷蘭銀行等公司均在此設有辦公室。

## 文化與藝術
每年1月，悉尼會舉辦悉尼節，室內外藝術、音樂與舞蹈展覽一應俱全。這個月份的澳洲與國際戲劇亦是特別節目之一，如《原住民》與《當代》。多項活動免費。

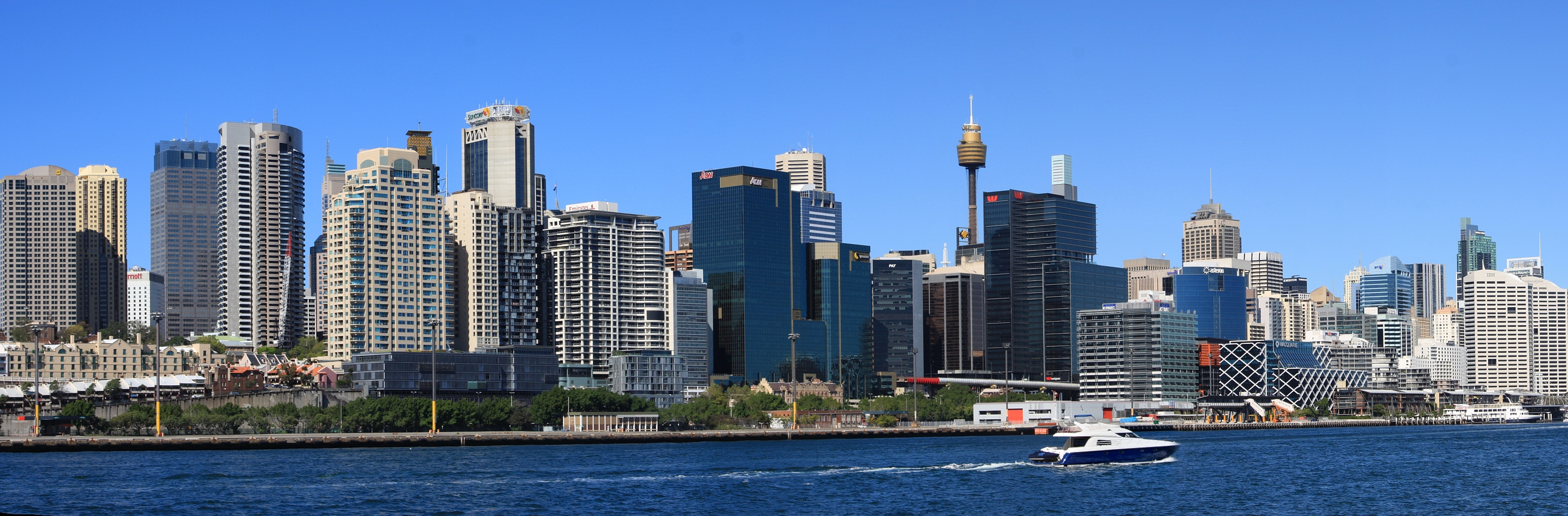
悉尼中心商务区，从岩石区（左）到Haymarket（眺望）

## 外部連結
- 各國城市濱水區開發掠影（中文）
- 布什訪悉尼期間市民手機將停用（網上唐人街）（中文）
- 危害悉尼华人社区的黑帮“大圈帮”遭受沉重打击 （页面存档备份，存于）（中國新聞網）（简体中文）
- 盛裝巡遊彰顯魅力 北京風情傾倒雪梨市民 （页面存档备份，存于）（新華網）（中文）
- 盛裝巡游彰顯魅力 北京風情傾倒悉尼市民 Archive.today的存檔，存档日期2013-01-01（人民網）（中文）